# Rocco Bovi
Rocco Bovi o Bova (Scilla, 7 agosto 1743 – 16 giugno 1831) è stato uno scienziato italiano.
Figlio di Francesco e Caterina Dieni, fu avviato agli studi umanistici dallo zio, il fratello fu Mariano Bova, incisore della Real casa dei Borboni. Lo zio don Giuseppe Bova fu fondatore di una scuola di medicina a Scilla. È stato biologo, astronomo, medico.
Passando dal seminario di Reggio Calabria al Convento dell'Ordine dei minimi di San Francesco di Paola  perfezionò gli studi scientifici e a Bologna studiò medicina. Cambiò il nome in Bovi per un'omonimia con un criminale dell'epoca.
A Firenze, dove conobbe l'Abate Fontana, fece parte dell'Accademia degli Apatisti.
Venne chiamato a Napoli alla cattedra di fisica sperimentale nel Reale Collegio del Salvatore, ma dovette ripiegare a Salerno.
Il Priore della Certosa di San Martino lo chiamò per delineare una meridiana, realizzata nella stanza del Priore stesso, ora Museo nazionale di San Martino di Napoli.
Il Terremoto della Calabria meridionale del 1783 lo fece tornare a Scilla, luogo di residenza della famiglia, stabilendosi definitivamente e divenendone sindaco. Progettò la costruzione del porto di Scilla, ma l'opera non fu avallata dai Borboni.